# Misgolas michaeli
Misgolas michaeli là một loài nhện trong họ Idiopidae.
Loài này thuộc chi Misgolas. Misgolas michaeli được G. Wishart miêu tả năm 2006.